# Bayard Rustin
Bayard Rustin   (West Chester, 17 de març de 1912 - Manhattan, 24 d'agost de 1987) va ser un activista afroamericà pels drets civils, el socialisme, la noviolència i els drets del col·lectiu gai.
El 1941, Rustin va participar amb Asa Philip Randolph al Moviment de la Marxa sobre Washington per a posar fi a la discriminació racial. Més endavant, va col·laborar amb els Freedom Riders i va ajudar a enfortir el lideratge de Martin Luther King. Rustin va treballar al costat d'Ella Baker i Stanley Levison del Congrés Jueu Americà i, abans del boicot dels autobusos de Montgomery, van organitzar un grup anomenat In Friendship que oferia assistència material i legal a aquells que van ser desallotjats de les seves granges i llars als comtats de Clarendon i Yazoo.
Rustin també va promoure la sindicalització dels afroamericans. Durant les dècades del 1970 i 1980, va col·laborar en missions humanitàries d'ajuda als refugiats de Vietnam i Cambodja. En el moment de la seva mort, el 1987, estava en una missió humanitària a Haití. El 20 de novembre de 2013, el president Barack Obama li va concedir pòstumament la Medalla Presidencial de la Llibertat.

## Obra publicada
- Interracial primer, New York: Fellowship of Reconciliation, 1943
- Interracial workshop: progress report, New York: Sponsored by Congress of Racial Equality and Fellowship of Reconciliation, 1947
- Journey of reconciliation: report, New York: Fellowship of Reconciliation, Congress of Racial Equality, 1947
- We challenged Jim Crow! a report on the journey of reconciliation, April 9–23, 1947, New York: Fellowship of Reconciliation, Congress of Racial Equality, 1947
- "In apprehension how like a god!", Philadelphia: Young Friends Movement 1948
- The revolution in the South", Cambridge, Massachusetts. Peace Education Section, American Friends Service Committee, 1950s
- Report on Montgomery, Alabama New York: War Resisters League, 1956
- A report and action suggestions on non-violence in the South New York: War Resisters League, 1957
- Civil rights: the true frontier, New York: Donald Press, 1963
- From protest to politics: the future of the civil rights movement, New York: League for Industrial Democracy, 1965
- The city in crisis, (introduction) New York: A. Philip Randolph Educational Fund, 1965
- "Black power" and coalition politics, New York, American Jewish Committee 1966
- Which way? (amb Daniel Patrick Moynihan), New York: American Press, 1966
- The Watts "Manifesto" & the McCone report., New York, League for Industrial Democracy 1966
- Fear, frustration, backlash: the new crisis in civil rights, New York, Jewish Labor Committee 1966
- The lessons of the long hot summer, New York, American Jewish Committee 1967
- The Negro community: frustration politics, sociology and economics Detroit: UAW Citizenship-Legislative Department, 1967
- A way out of the exploding ghetto, New York: League for Industrial Democracy, 1967
- The alienated: the young rebels today and why they're different, Washington, D.C.: International Labor Press Association, 1967
- "Right to work" laws: a trap for America's minorities. New York: A. Philip Randolph Institute 1967
- Civil rights: the movement re-examined (contributor), New York: A. Philip Randolph Educational Fund, 1967
- Separatism or integration, which way for America?: a dialogue (with Robert Browne), New York, A. Philip Randolph Educational Fund, 1968
- The Report of the National Advisory Commission on Civil Disorders, an analysis, New York, American Jewish Committee 1968
- The labor-Negro coalition, a new beginning, Washington? D.C.: American Federationist?, 1968
- The anatomy of frustration, New York: Anti-Defamation League of B'nai B'rith, 1968
- Morals concerning minorities, mental health and identity, New York: A. Philip Randolph Institute, 1969
- Black studies: myths & realities, (contributor) New York: A. Philip Randolph Educational Fund, 1969
- Conflict or coalition?: the civil rights struggle and the trade union movement today, New York: A. Philip Randolph Institute, 1969
- Three essays, New York: A. Philip Randolph Institute, 1969
- Black rage, White fear: the full employment answer: an address, Washington, D.C.: Bricklayers, Masons &amp; Plasterers International Union 1970
- A word to black students, New York: A. Philip Randolph Institute, 1970
- The failure of black separatism, New York: A. Philip Randolph Institute, 1970
- The blacks and the unions (contributor), New York: A. Philip Randolph Educational Fund, 1971
- Down the line; the collected writings of Bayard Rustin, Chicago: Quadrangle Books, 1971
- Affirmative action in an economy of scarcity (with Norman Hill), New York: A. Philip Randolph Institute, 1974
- Seniority and racial progress (amb Norman Hill), New York: A. Philip Randolph Institute, 1975
- Have we reached the end of the second reconstruction?, Bloomington, Indiana: The Poynter Center, 1976
- Strategies for freedom: the changing patterns of Black protest, Nova York: Columbia University Press 1976
- Africa, Soviet imperialism and the retreat of American power, New York: Social Democrats, USA (reprint), 1978
- South Africa: is peaceful change possible? a report (contributor), New York: New York Friends Group, 1984
- Time on two crosses: the collected writings of Bayard Rustin, San Francisco: Cleis Press, 2003
- I Must Resist: Bayard Rustin's Life in Letters: City Lights, 2012